# Exeter College
L'Exeter College è uno dei college che costituiscono l'Università di Oxford, uno dei tre situati in Turl Street. Fu fondato nel 1314. È situato al centro della città di Oxford, a poca distanza dai principali luoghi di frequentazione degli studenti: caffè, librerie, biblioteche, parchi, laboratori e fiumi. Tra i suoi membri più illustri si annovera anche John Ronald Reuel Tolkien.

## Storia
Situata ancora nel luogo della fondazione, al centro di Oxford, l'Exeter College fu fondato nel 1314 da Walter Stapeldon of Devon, vescovo di Exeter e successivamente tesoriere di Edoardo II, concependola come scuola per l'educazione del clero. Durante il primo secolo era conosciuta come Stapeldon Hall, ed era molto più piccola dell'attuale, con solo tredici o quattordici studenti. Il college cominciò a crescere nel XV secolo, iniziando ad offrire delle stanze agli studenti. Il motto della scuola è "Floreat Exon", ossia "Che Fiorisca Exeter".
Nel XVI secolo delle donazioni da parte di Sir William Petre, un ex studente laureatosi a Exeter, aiutarono la scuola a trasformarsi e ad ampliarsi. Come conseguenza il college diventò uno dei più importanti dell'Università di Oxford. L'odierno ingresso fu costruito nel 1618, mentre il resto del complesso fu ultimato entro il 1710, ad eccezione della vecchia Torre di Palmer, che risaliva al 1432. Nel XVIII secolo la scuola conobbe un periodo di crisi con conseguente flessione delle iscrizioni, una realtà rispecchiata anche dagli altri college costituenti l'Università; ma grazie a delle riforme, attuate intorno agli anni '50 dell’'800, si riuscì a fermare questo periodo di stagnazione.
Negli stessi anni Exeter visse un periodo di fervente ingrandimento, con la comparsa di numerosi edifici di nuova costruzione progettati da Sir George Gilbert Scott, come ad esempio la Cappella (1854-60, ispirata alla Sainte-Chapelle di Parigi), la biblioteca nello stile del XIII secolo nel 1856, gli alloggi del Rettore in stile georgiano dal 1857, e Board Street nel 1856.
Il collegio si espanse ancora nel XX secolo quando acquistò nuove costruzioni, permettendogli di ospitare molti più studenti. Fino al 1978 esso non permetteva la frequentazione alle donne, ma nel 1993 si guadagnò il titolo di primo ex collegio maschile ad eleggere un Rettore donna, Marilyn Butler. Alla fine del suo mandato venne eletto nuovamente un Rettore donna, Frances Cairncross, ex curatrice del The Economist.